# Julien Barois
Pour les articles homonymes, voir Barois.
Julien Hippolyte Eugène Barois, né le 3 mars 1849 à Chartres et mort le 25 décembre 1937 à Paris, est un ingénieur des ponts et chaussées français qui occupa les fonctions de secrétaire général du Ministère des Travaux publics en Égypte.

## Biographie
Fils d'un professeur de physique, il réussit les concours d'entrée à l'École navale à 16 ans, puis à 19 ans à Normale supérieure et à Polytechnique où il est reçu major de la promotion 1868. Sorti 7e de Polytechnique, il opte pour les Ponts-et-chaussées en 1870. Il participe comme volontaire à la guerre de 1870 contre la Prusse et commande la barrière de Clichy durant le siège de Paris.
Ingénieur des ponts et chaussées en 1874, il est chargé d'une mission en Suisse, Italie, Autriche, Roumanie, Turquie, Palestine et enfin en Égypte. De 1876 à 1878, il est attaché à la direction des travaux de l'Exposition universelle de 1878. Fait chevalier de la légion d'honneur le 1er mai 1878, il est élevé au grade d'officier le 8 janvier 1894. Il est  en 1880 l'ingénieur des ponts et chaussées de la mission chargée d'établir le tracé de deux lignes de chemin de fer transsaharien .
Obtenant un congé de l'administration française en 1881, il s'établit en Égypte où il exerce les fonctions de directeur de la Société anonyme égyptienne d'entreprises et de travaux publics. En 1884, il est affecté en service détaché auprès du gouvernement égyptien pour occuper le poste de secrétaire général du ministère des travaux publics égyptien. À ce titre, il dirige les travaux d'irrigation du Nil ainsi que la construction du chemin de fer djibouto-éthiopien (de Djibouti à Addis-Abeba).
Il séjourne trente ans en Égypte où on l'appelle Barois-bey. Son œuvre capitale porte sur l'irrigation du Nil sous les auspices du gouvernement égyptien. Il publie à ce sujet un premier livre en 1887 en collaboration avec le major A.M. Muller de l'armée américaine, livre publié à Paris et Washington. Une fois les travaux achevés, il publie en 1904 à la Librairie Polytechnique-Béranger de Paris Les Irrigations en Égypte, ouvrage de référence dans le domaine fluvial.
Il joue également de 1889 à 1909 un rôle important au sein du comité de conservation des monuments de l'art arabe, avec 1242 publications en vingt ans.
De retour en France, Julien Barois est élu à l'Académie des sciences coloniales (actuelle Académie des sciences d'outre-mer) en 1925 et président de l'Académie d'agriculture de France en 1926 (bulletin de l'Académie du 6 janvier 1926). Il est également membre de l'Institut d'Égypte.
Retraité il est président de la Société d'application du béton armé, administrateur de la Société française de constructions mécaniques et de la Société métallurgique de Normandie, puis vice-président du conseil d'administration de la Société des hauts-fourneaux et aciéries de Caen.
Il meurt le 25 décembre 1937 à son domicile parisien .